# Macadelic
Macadelic es el cuarto mixtape del rapero estadounidense Mac Miller. Fue lanzado en línea a través de descarga digital gratuita el 23 de marzo de 2012. Incluye el sencillo "Loud". Miller participó en The Macadelic Tour en apoyo del mixtape a principios de 2012, realizando 18 shows en los Estados Unidos y 3 en Europa. Desde su lanzamiento, se ha descargado más de 1,3 millones de veces y se ha transmitido más de 1,5 millones de veces desde su anfitrión oficial, DatPiff. Macadelic fue remasterizado y lanzado comercialmente el 4 de mayo de 2018.

## Lista de canciones
| N.º | Título                                                | Producer(s)            | Duración |  |
| 1.  | «Love Me As I Have Loved You»                         | Ritz Reynolds          | 1:15     |  |
| 2.  | «Desperado»                                           | ID Labs                | 4:00     |  |
| 3.  | «Loud»                                                | ID Labs                | 3:01     |  |
| 4.  | «Thoughts from a Balcony»                             | Sap                    | 3:06     |  |
| 5.  | «Aliens Fighting Robots» (con Sir Michael Rocks)      | Brandun DeShay         | 4:40     |  |
| 6.  | «Vitamins»                                            | ID Labs                | 3:43     |  |
| 7.  | «Fight the Feeling» (con Kendrick Lamar & Iman Omari) | Iman Omari             | 5:02     |  |
| 8.  | «Lucky Ass Bitch» (con Juicy J)                       | Lex Luger              | 4:18     |  |
| 9.  | «The Mourning After»                                  | Two Fresh              | 3:08     |  |
| 10. | «1 Threw 8»                                           | Black Diamond          | 3:57     |  |
| 11. | «Ignorant» (con Cam'ron)                              | Cardo]                 | 3:33     |  |
| 12. | «The Question» (con Lil Wayne)                        | Wally West, ID Labs    | 5:54     |  |
| 13. | «Angels (When She Shuts Her Eyes)»                    | Clams Casino           | 3:23     |  |
| 14. | «Sunlight» (con Iman Omari)                           | Teddy Roxpin           | 3:09     |  |
| 15. | «Clarity»                                             | ID Labs, Ritz Reynolds | 4:35     |  |
| 16. | «America» (con Casey Veggies & Joey Badass)           | Hannibal King          | 4:33     |  |
| 17. | «Fuck 'Em All»                                        | ID Labs                | 4:23     |  |